# جوانا جودیت بوستوس آهویت

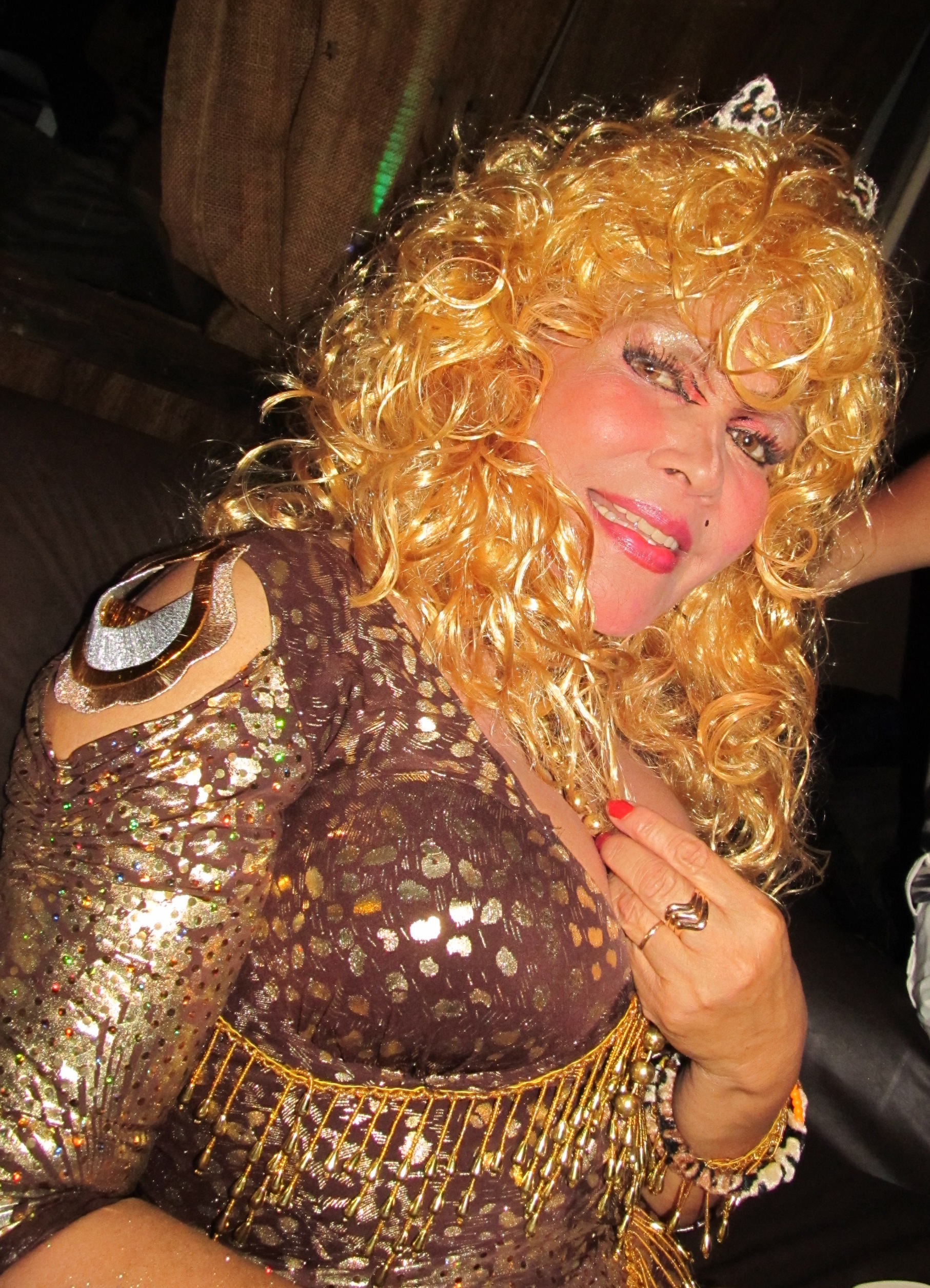

جوانا جودیت بوستوس آهویت (کنستانسیا، مایناس، پرو؛ ۲۲ نوامبر ۱۹۴۵)، که بیشتر با نام هنری خود، ببر شرق شناخته می‌شود، خواننده، ترانه‌سرا، سلبریتی اینترنتی، بازیگر و چهره پرداز است. او به لطف موزیک ویدیوهایش در یوتیوب شناخته شد، که با آن کار هنری خود را آغاز کرد و شهرت بین‌المللی به دست آورد.